# Justin Jeffre
Justin Paul Jeffre (25 de febrero de 1973) es un cantante de pop y político estadounidense Fue miembro de 98 Degrees.

## Carrera
Antes de alcanzar la fama, Jeffre era estudiante de la Escuela de Artes Creativas y Escénicas de Cincinnati. Fue allí donde primero se hizo amigo de Nick Lachey. Los dos se unirían más tarde con Drew Lachey y Jeff Timmons para formar 98 Degrees. El grupo firmó con Motown Records y pronto comenzó a consumir éxitos como Invisible Man, Because of You, The Hardest Thing y Una Noche.
98 Degrees finalmente tomó un descanso, y Jeffre inició una carrera política en 2005, como candidato a la alcaldía de la ciudad de Cincinnati. Aunque no ganó las elecciones, sigue activo en varios proyectos.
Después de un hiato de 13 años, Jeffre y los otros miembros de 98 Degrees se unieron de nuevo, lanzando un nuevo álbum, 2.0, el 7 de mayo de 2013 y convirtiéndose en parte de The Package Tour. El paquete Tour fue con Boyz II Men y New Kids on the Block.

## Discografía
98 Degrees
- 98° (1997)
- 98° and Rising (1998)
- Revelation (2000)
- 2.0 (2013)